# Paul Chadwick
Compléments
Auteur de Concrete
Paul Chadwick, né en 1957, est un auteur américain de bande dessinée, créateur de Concrete.

## Biographie
Paul Chadwick, naît en 1957 à Seattle. Après des études à l'école d'art de Pasadena, il commence une carrière de dessinateur chez Marvel Comics sur la série Dazzler. Toutefois, il cherche à faire publier un projet plus personnel, Concrete. Il y parvient grâce à l'aide de Mike Richardson qui s'apprête à créer une nouvelle maison d'édition et à lancer un nouveau comics intitulé Dark Horse Presents. Concrete apparaît dans les deux premiers numéros de ce dernier. Paul Chadwick se consacre dès lors essentiellement à sa création en produisant des épisodes courts, des one-shots ou des mini-séries. Cependant il crée parfois d'autres séries (The World Below), travaille sur d'autres comics (Star Wars: Empire, Docteur Strange, etc.) et dessine des  story-boards (Pee-Wee's Big Adventure). 

## Analyse de l'œuvre
Paul Chadwick a été influencé par  Wally Wood, Hal Foster, Will Eisner et Moebius.

## Récompenses
- 1988 : Prix Eisner de la meilleure série, de la meilleure nouvelle série, de la meilleure série en noir et blanc et du meilleur auteur pour Concrete[2]
- 1988 : Prix Harvey du meilleur auteur et de la meilleure nouvelle série pour Concrete[3]
- 1989 : Prix Eisner de la meilleure série et de la meilleure série en noir et blanc pour Concrete[2]
- 1989 : Prix Harvey du meilleur auteur pour Concrete[3]
- 1991 : Prix Eisner du meilleur histoire ou numéro (Best Story or Single Issue) pour Concrete Celebrates Earth Day (avec Jean Giraud et Charles Vess)[4]
- 1992 : Prix Eisner de la meilleure mini-série pour Concrete : Fragile Créature[4]
- 1994 : Prix Inkpot[5]
- 2005 : Prix Eisner du meilleur auteur dramatique pour Concrete: The Human Dilemma[6]
- 2006 : Prix du comic book de la National Cartoonists Society pour Concrete: The Human Dilemma[7]